# Hoya gongshanica
Hoya gongshanica là một loài thực vật có hoa trong họ La bố ma. Loài này được P.T.Li mô tả khoa học đầu tiên năm 1991.